# Olesja Barel
Olesja Ivanovna Barel (Russisch: Олеся Ивановна Барель) (Kostroma, 9 februari 1960), is een voormalig basketbalspeelster die uitkwam voor het nationale team van de Sovjet-Unie. Ze werd Meester in de sport van de Sovjet-Unie, Internationale Klasse in 1980 en ze werd Meester in de sport van de Sovjet Unie in 1984.

## Carrière
Barel speelde van 1975 tot 1989 voor CSKA Moskou. Ze won met CSKA het landskampioenschap van de Sovjet-Unie in 1985 en 1989. Ze werd tweede in 1983, 1984 en 1988 en derde in 1980, 1986 en 1987. Ook werd ze Bekerwinnaar van de Sovjet-Unie in 1978. Met CSKA won Barel twee keer de Ronchetti Cup. In 1985 won ze in de finale van SISV Bata Viterbo uit Italië met 76-64. In 1989 won CSKA van Deborah Milano uit Italië met 92-86. In 1989 verhuisde ze naar Challes-les-Eaux Basket in Frankrijk. Ze won in 1991 het Landskampioenschap van Frankrijk en ze won het Tournoi de la Fédération in 1991. In 1991 verhuisde ze naar Saint-Servais Namur in België. Met die club werd ze Landskampioen van België in 1992 en won ze de Bekerwinnaar van België in 1992. In 1992 verliet ze de club uit België. In 1996 ging ze spelen voor Gloria MIIT Moskou in Rusland. In 1997 stopte ze met basketbal.
Met het nationale team van de Sovjet-Unie won Barel brons op de Olympische Spelen in 1988, goud in 1983 en zilver in 1986 op het Wereldkampioenschap en zes keer goud op het Europees Kampioenschap in 1980, 1981, 1983, 1985, 1987 en 1989. In 1984 won ze goud op de Vriendschapsspelen, en toernooi dat werd gehouden voor landen die de Olympische Spelen van 1984 boycotte.

## Erelijst
- Landskampioen Sovjet-Unie: 2
  - Winnaar: 1985, 1989
  - Tweede: 1983, 1984, 1988
  - Derde: 1980, 1986, 1987
- Bekerwinnaar Sovjet-Unie: 1
  - Winnaar: 1978
- Landskampioen België: 1
  - Winnaar: 1992
- Bekerwinnaar België: 1
  - Winnaar: 1992
- Landskampioenschap Frankrijk: 1
  - Winnaar: 1991
- Tournoi de la Fédération: 1
  - Winnaar: 1991
- Ronchetti Cup: 2
  - Winnaar: 1985, 1989
- Olympische Spelen:
  - Brons: 1988
- Wereldkampioenschap: 1
  - Goud: 1983
  - Zilver: 1986
- Europees Kampioenschap: 6
  - Goud: 1980, 1981, 1983, 1985, 1987, 1989
- Goodwill Games:
  - Zilver: 1986, 1990
- Vriendschapsspelen: 1
  - Goud: 1984